# Balogh György (pénzügyőrtiszt)
Balogh György (Győr, 1936. április 14. – 2022. május 12. vagy előtte) magyar jogász, pénzügyőr tábornok, a Vám- és Pénzügyőrség parancsnoka, vitorlázó, sportvezető.
Áder János köztársasági elnök Balogh Györgyöt 2016. március 19-ei hatállyal nyugállományú pénzügyőr altábornaggyá léptette elő.

## Életpályája
1955-ben a győri Révai Miklós Gimnáziumban érettségizett. 1965-ben az ELTE ÁJTK szerzett jogi diplomát. 1958 és 1991 között a a Vám- és Pénzügyőrség munkatársa volt. 1958 és 1972 között a Keleti pályaudvaron vámtiszt, 1972-ben ugyanott a vámhivatal parancsnoka, 1972 és 1974 között a Fővárosi Szabálysértési Hivatal vezetője, 1974 és 1978 között a a Vám- és Pénzügyőrség Nyomozószolgálatának a vezetője, volt. 1978-tól az országos parancsnokság vezetőjének a helyettese, majd 1992-ig a Vám- és Pénzügyőrség országos parancsnoka volt. Utóda Arnold Mihály lett.
A Pénzügyőr- és Adózástörténeti Múzeum kiállításán -  a Vám- és Pénzügyőrség más korábbi vezetőihez kapcsolódó adományok között láthatók  dr. Balogh György nyugállományú pénzügyőr altábornagy, volt vám- és pénzügyőr országos parancsnok személyes relikviái, amelyeket a nemzetközi társszervek ajándékoztak neki.

### Vitorlázóként, sportvezetőként
1950 és 1953 között a Bp. Építők, 1984-től az OMFB vitorlázója volt. 1984 és 1990 között négy országos bajnok címet szerzett összevont cirkáló versenyszámban. 1988-tól a Magyar Vitorlás Szövetség elnöke, 1989-től a Magyar Olimpiai Bizottság alelnöke volt. Mindkét pozíciójától 1992 novemberében vált meg.